# راندنی اسمیت (کشتی‌گیر)
راندنی اسمیت (انگلیسی: Rodney Smith؛ زادهٔ ۱۳ آوریل ۱۹۶۶) کشتی‌گیر اهل ایالات متحده آمریکا است.
وی در مسابقات کشوری و بین‌المللی در مجموع برندهٔ ۱ مدال برنز شده‌است.